# أوليفر بيتشر
أوليفر إس. بيتشر (بالإنجليزية: Oliver S. Picher)‏ (1 يناير 1905 – 20 يوليو 1984) هو ضابط أمريكي في القوات الجوية الأمريكية، وصل إلى رتبة فريق (Lieutenant General). شغل مناصب قيادية بارزة خلال الحرب العالمية الثانية وفي فترة ما بعد الحرب، منها قيادة مجموعة القصف 307، وقيادة فرقة الطيران 315 في اليابان بعد الحرب، بالإضافة إلى منصب مدير هيئة الأركان المشتركة.

## المسيرة العسكرية
بدأ بيتشر خدمته العسكرية قبل اندلاع الحرب العالمية الثانية، حيث تدرج في المناصب القيادية في سلاح الجو. خلال الحرب، تولى قيادة مجموعة القصف 307 التي شاركت في مهام قتالية استراتيجية ضد القوات اليابانية في مسرح عمليات المحيط الهادئ.
بعد الحرب، قاد فرقة الطيران 315 المتمركزة في اليابان، حيث كان مسؤولًا عن العمليات الجوية الأمريكية في المنطقة خلال فترة الاحتلال وإعادة الإعمار. كما شغل لاحقًا منصب مدير هيئة الأركان المشتركة، وهو منصب رفيع في القيادة العسكرية الأمريكية.

## الأوسمة والميداليات
حصل أوليفر إس. بيتشر خلال مسيرته العسكرية على عدة أوسمة تقدير، من أبرزها:
- وسام النجمة المتميزة (Distinguished Service Medal)
- وسام النجمة الفضية (Silver Star)
- وسام الطيران المتميز (Distinguished Flying Cross)
- ميدالية الحملة الآسيوية-الباسيفيكية (Asiatic–Pacific Campaign Medal)
- ميدالية النصر في الحرب العالمية الثانية (World War II Victory Medal)[3].

## الجدول الزمني
| السنة       | الحدث                                                     |
| ----------- | --------------------------------------------------------- |
| 1905        | ولادته في الولايات المتحدة.                               |
| 1940s       | توليه قيادة مجموعة القصف 307 خلال الحرب العالمية الثانية. |
| أواخر 1940s | قيادته فرقة الطيران 315 في اليابان.                       |
| غير محدد    | تعيينه مديرًا لهيئة الأركان المشتركة.                      |
| 1984        | وفاته في 20 يوليو.                                        |

## الوفاة
توفي أوليفر إس. بيتشر في 20 يوليو 1984 عن عمر ناهز 79 عامًا.